# آرثر بونسومبي
آرثر أوغوسطوس ويليام هاري بونسومبي (بالإنجليزية: Arthur Ponsonby, 1. Baron Ponsonby of Shulbrede)‏، البارون الأول لبونسومبي شولبريدي (16 شباط 1871 - 23 آذار 1946)، سياسي ودبلوماسي بريطاني، مناهض للعنف، كاتب وناشط اجتماعي.
كان الابن الثالث لسير هاري بونسومبي، السكريتير الخاص بالملكة فيكتوريا، والحفيد الكبر لفريدريك بونسومبي الكونت الثالث لبيسبروغ والأخ الكبر لفريدرييك إدوارد غري بونسومبي، البارون الأول ليسيسومبي.

## حياته وأعماله
اللورد بونسومبي معروف في الوسط السياسي بسبب عبارة قال فيها: «عندما تعلن الحرب الحقيقة هي أول ضحية». تلك العبارة مذكورة بكتابه "Falsehood in Wartime: Propaganda Lies of the First World War" («التزييف بزمن الحرب: أكاذيب الإعلام في الحرب العالمية الأولى») التي أصدره عام 1928.
بهذا الكتاب يكشف اللورد بونسومبي الستار عن عشرة قواعد يستخدمها الإعلام في زمن الحرب والتي أستخدمت بالفعل (وسوف تستخدم في هذه الحرب وبأي حرب مستقبلية، كما يذكر في الكتاب) من قبل الأطراف المشاركة بالحرب العالمية الأولى. قواعد وأفكار شبيهة طرحت سابقا من قبل السيناتور الأمريكي هايرام جونسون عام 1917.
في عام 1940 أعلن اللورد بونسومبي خروجه من حزب العمال البريطاني، لرفضه انضمام الحزب لائتلاف حكومة ونستون تشرشل المساندة للحرب.
كما قام أيضا بكتابة سيرة والده الذاتية والتي سميت Henry Ponsonby, Queen Victoria's Private Secretary: His Life and Letters"" («هنري بونسومبي، سكريتر الملكة فيكتوريا: حياته وكتابته»). وحصد الكتاب جائزة جيمس تايت بلاك ميموريال سنة 1932 كأفضل كتاب.
كان متزوج من السيدة دوروثيا بيري، أبنة هابرت بيري موسيقار بريطاني شهير. أنجبا ولدين: ماثيو، الذي أنخرط أيضا في المجال السياسي وأبنة تدعى إليزابيث.